# Teratodes monticollis
Teratodes monticollis – gatunek szarańczaka występujący w Indiach i na Sri Lance. Po raz pierwszy został opisany przez zoologa angielskiego George'a Roberta Graya w 1832 roku jako Gryllus monticollis. Jest to gatunek typowy rodzaju Teratodes utworzonego przez francuskiego entomologa Gasparda Auguste'a Brullé w 1835 roku.
Teratodes monticollis żeruje na liściach drzew i może stać się poważnymi szkodnikami drzewa tekowego i drzewa sandałowego. Zarówno nimfy jak i dorosłe osobniki są w kolorze zielonym. Przedplecze rozwija się w duży ostry „kaptur” obszyty kolorem żółto-pomarańczowym, nadając owadom ogólny wygląd liścia.